# En-Men-Lu-Ana
En-men-lu-ana de Badtibira va ser el tercer rei pre-dinàstic que menciona la llista de reis sumeris. En algunes versions de la llista consta com el primer. Hauria regnat abans del tercer mil·lenni aC. La llista li atribueix un regnat llegendari de 43.200 anys, el més llarg de tots els reis que apareixen a la llista.